# Новоніколаєвський (Волгоградська область)
Новоніколаєвський (рос. Новониколаевский) — робітниче селище у Новоніколаєвському районі Волгоградської області Російської Федерації.
Населення становить 9541  особу. Входить до складу муніципального утворення Новоніколаєвське міське поселення.

## Історія
Населений пункт розташований у межах українського історичного та культурного регіону Жовтий Клин.
Населений пункт заснований 1870 року.
Згідно із законом від 22 грудня 2004 року N 975-ОД органом місцевого самоврядування є Новоніколаєвське міське поселення.

## Населення
| 1970  | 1979    | 1989    | 2002    | 2009  | 2010  | 2012  |
| ----- | ------- | ------- | ------- | ----- | ----- | ----- |
| 9895  | ↗10 300 | ↗10 795 | ↘10 228 | ↘9357 | ↗9931 | ↘9747 |
| 2013  | 2014    | 2015    | 2016    | 2017  | 2018  | 2019  |
| ↘9561 | ↘9425   | ↗9557   | ↗9693   | ↘9678 | ↘9591 | ↘9495 |